# Dysgonia conjunctura
Dysgonia conjunctura  là một loài bướm đêm thuộc họ Erebidae. Nó được tìm thấy ở Châu Phi, bao gồm Príncipe, Nam Phi, Gabon và Kenya.